# Hieronymus von Efferen
Hieronymus von Efferen (* 10. Januar 1490 Stolberg; † 27. Juli 1552) war Herr der Unterherrschaft Stolberg und ihrer Burg sowie jülicher Amtmann, Vogt, Artillerie- und Zeugmeister.

## Familie
Hieronymus von Efferen war ein Sohn des Vinzenz von Efferen und stammte damit aus dem Geschlecht der Overstolzen, eines der ältesten Patriziergeschlechter Kölns. Vinzenz von Efferen war ebenfalls bereits Herr über Stolberg. Hieronymus Sohn heiratete Anna von Nesselrode, eine Großnichte von Wilhelm II. von Nesselrode, eines früheren Stolberger Unterherrn. Aus dieser Ehe entstammten fünf Söhne, unter diesen der Deutschordensritter Wilhelm von Efferen und Johann von Efferen, nach Hieronymus Ehefrau Nachfolger als Herr in Stolberg.
Der Wormser Fürstbischof Wilhelm von Efferen (1563–1616) war Hieronymus’ Neffe (Sohn seines Bruders Wilhelm).

## Werdegang und Wirken

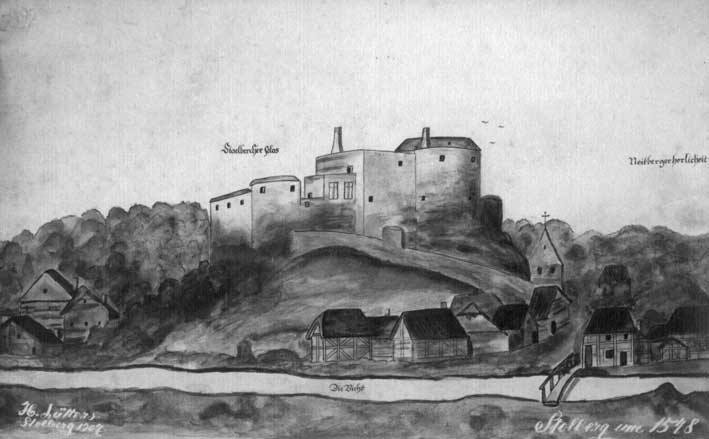
Die Burg Stolberg zu Lebzeiten von Efferens (um 1548)

Hieronymus von Efferen übernahm das Lehen Stolberg von seiner Mutter Johanna von Merode zu Schloßberg. Am 13. September 1541 wurde er von Herzog Johann III. von Kleve belehnt und damit als Unterherr Stolbergs bestätigt. Erste Urkunden, die von Hieronymus überliefert sind, stammen aber bereits aus den Jahren 1526/27, obwohl seine Mutter erst im Jahre 1532 starb.
Hieronymus vorrangiges Interesse bestand darin, die wirtschaftliche Entwicklung Stolbergs zu fördern. So vergab er am 26. Dezember 1532 an Johann von Velde die Konzession, eine Kupfermühle zu errichten. Dies war ein entscheidender Schritt für das Messinggewerbe der Stadt. Die Urkunde wurde von sechs Schöffen und einem Schultheißen unterzeichnet, der erste historische Hinweis darauf, dass Stolberg ein Schultheißenamt besaß. Wenig später belehnte Hieronymus Johann Rave mit einer Mühle, die später als Ravensmühle bekannt wurde.
Neben dem Messinggewerbe, das durch die beiden Mühlen gefördert wurde, war er auch daran interessiert, die Gewinnung und Verarbeitung von Eisen zu etablieren. Sein Vater hatte bereits Heinrich Dollart die Möglichkeit geboten, sich in Stolberg mit einem Werk anzusiedeln. Hieronymus erwarb ein Drittel des Hammers. 1540 investierte er in eine Neueinrichtung des Dollartshammers. Zwei Jahre später, also 1542, verkaufte er seine Anteile am Werk seinem Lehnsherrn, dem Herzog Wilhelm V. von Jülich-Kleve-Berg. Hieronymus wurde vom Herzog daraufhin zum Artillerie- und Zeugmeister Jülichs ernannt. In der Folge wurde der Dollartshammer zu einer Schmiede für Kanonenrohre, Gewehre und Kugeln. Der Ort Stolberg blühte wirtschaftlich auf.
Den Abbau von Steinkohle in einem Waldstück in der Herrschaft Stolberg ließ Hieronymus von Efferen seit 1539 vorantreiben. In der Nähe des Stolberger Burgfelsens begann man 1541 nach Eisenerz zu graben.  Ausgriffe Hieronymus’ auf das Gebiet links der Vicht im Besitz der  Reichsabtei Kornelimünster führten zu Streitigkeiten unter anderem über die Schürfrechte, die vor dem Reichskammergericht in Speyer ausgetragen wurden. Zu diesem Zweck wurde von Egidius von Walschaple ein Bild erstellt, das die genauen wirtschaftlich bedeutsamen Gegebenheiten im Stolberger Tal darstellte, mit den dort vorhandenen Wirtschaftsgebäuden, Wasserläufen, Wiesen und Wäldern. Diese Darstellung ist bis heute erhalten.

Während des dritten Geldrischen Erbfolgekrieges kam es zu Verwüstungen in Stolberg. Soldaten des Prinzen von Oranien plünderten große Bereiche der Stadt. Teile der Burg wurden angezündet, der Dollartshammer ausgeraubt. Auf der Walschapleschen Darstellung erkennt man die im Wiederaufbau begriffene Burg, auf deren Hauptgebäude noch die Dächer fehlen.
Der Herzog von Jülich ernannte Hieronymus von Efferen 1548 zum Vogt und Amtmann von Wassenberg sowie zum Amtmann von Heinsberg.
Um die Selbstständigkeit Stolbergs zu betonen, war er bemüht, die Burgkapelle von der Zugehörigkeit zur Pfarre Eschweiler zu lösen. Bereits 1533 bat er darum, einen eigenen Priester für seine Kapelle zu erhalten. Nachdem die Bestrebungen erfolglos blieben, beorderte er selber einen Priester nach Stolberg. Außerdem legte er einen eigenen Friedhof an.

## Tod

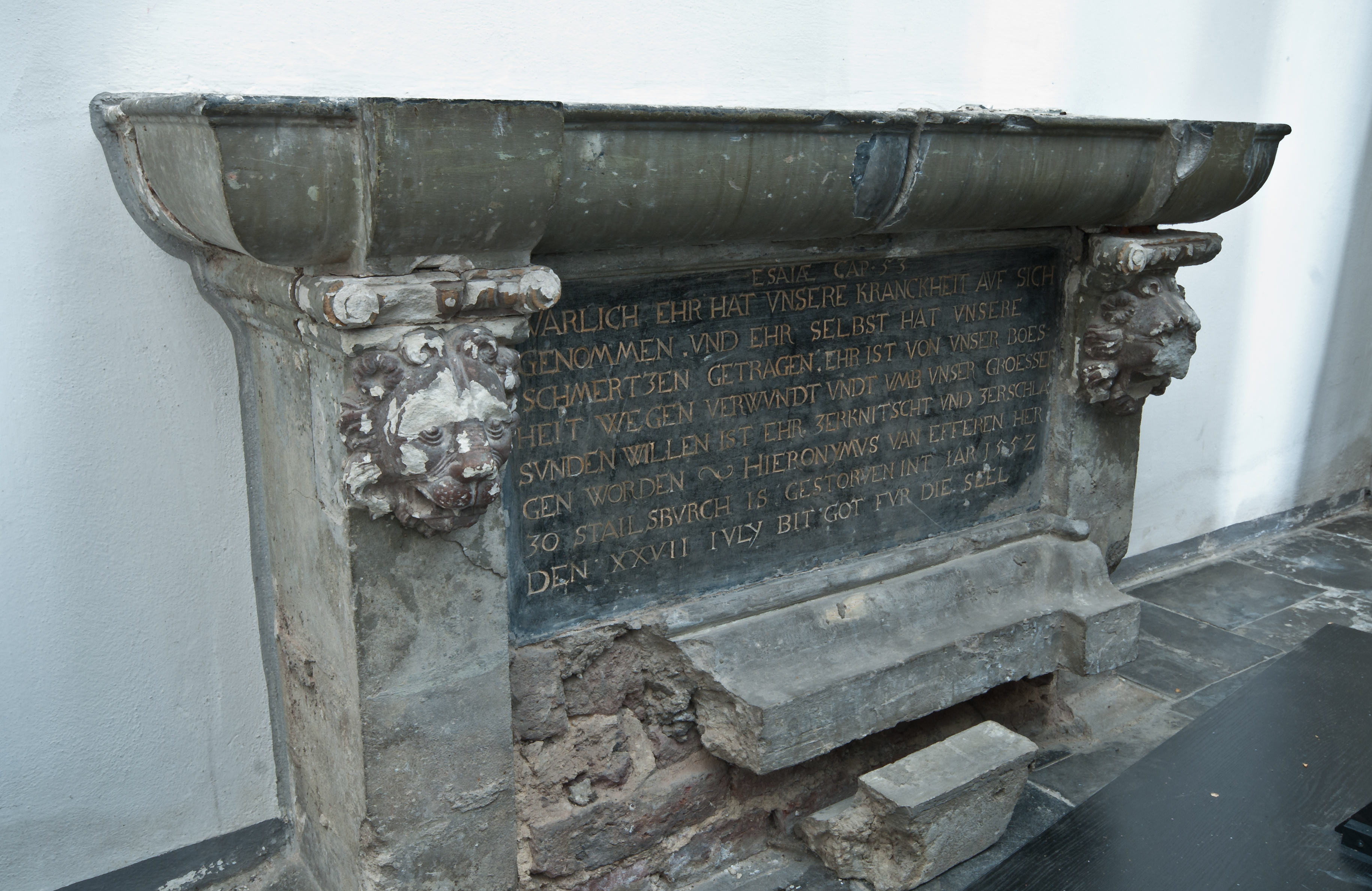
Der Rest des Grabmales in St. Gangolf, Heinsberg

Hieronymus starb vermutlich bei einer Straßenschlacht am 27. Juli 1552 in Heinsberg. Der Sage nach bemühte er sich, einen Sturm kalvinistischer Bürger auf die dortige Kirche abzuwehren. Sein Grabmal wurde schließlich in der Kirche St. Gangolf in Heinsberg errichtet. Das von seinem ursprünglichen Standort an einem Pfeiler des Mittelschiffes in die Südwand des südlichen Seitenschiffes versetzte Grabmal zeigte in seinem mittleren Teil ein Relief eines knienden Ritters, Helm und Handschuhe vor sich abgelegt und die Hände zum Gebet gefaltet. Das Grabmal ist nach Zerstörung durch Bombeneinwirkung im Spätherbst 1944 nur noch im unteren Teil, der Inschrifttafel, erhalten.
Seine Nachfolge in Stolberg trat seine Frau Anna von Nesselrode an.